# Cogălniceanu, Bolgrad
Cogălniceanu (în ucraineană Єлизаветівка, transliterat: Ielîzavetivka) este un sat în comuna Borodino din raionul Bolgrad, regiunea Odesa, Ucraina.

## Demografie
Componența lingvistică a localității Cogălniceanu
     Bulgară (82,02%)
     Rusă (8,45%)
     Română (4,09%)
     Ucraineană (3%)
     Alte limbi (0,54%)
Conform recensământului din 2001, majoritatea populației localității Cogălniceanu era vorbitoare de bulgară (82,02%), existând în minoritate și vorbitori de rusă (8,45%), română (4,09%), ucraineană (3%) și găgăuză (1,63%).